# História de Newtown (Connecticut)
A história de Newtown (Connecticut).

## Século XVIII
| População histórica de Newtown |        |
| 1756                           | 1,253  |
| 1774                           | 2,229  |
| 1782                           | 2,404  |
| 1790                           | 2,764  |
| 1800                           | 2,903  |
| 1810                           | 2,834  |
| 1820                           | 2,879  |
| 1830                           | 3,096  |
| 1840                           | 3,189  |
| 1850                           | 3,338  |
| 1860                           | 3,578  |
| 1870                           | 3,681  |
| 1880                           | 4,013  |
| 1890                           | 3,539  |
| 1900                           | 3,276  |
| 1910                           | 3,012  |
| 1920                           | 2,751  |
| 1930                           | 2,635  |
| 1940                           | 4,023  |
| 1950                           | 7,448  |
| 1960                           | 11,373 |
| 1970                           | 16,942 |
| 1980                           | 19,107 |
| 1990                           | 20,779 |
| 2000                           | 25,031 |

Newtown Meeting House serviu como a Igreja Congregacional da vila por muitos anos.
A vila de Newtown, originalmente conhecida como Quanneapague, foi adquirida pelos índios Pohtatuck em 1705. Em 1708, 36 ingleses de Connecticut pediram a Assembléia Geral para resolver uma área ao norte de Stratford (pelo menos sete homens previamente haviam recebido permissão para estabelecer-se na área). Os 36 tornaram-se "proprietários de petição" legalmente o direito de possuir sua terra comum e partes na divisão quando o vila decidiu parcelar extensões em mãos de particulares. A vila foi incorporada em 1711.

## Outras leituras
- Cruson, Daniel (2002). Newtown 1900–1960. Col: Images of America. [S.l.]: Arcadia Publishing. ISBN 9780738511382
- Newtown, Connecticut: past and present. [S.l.]: League of Women Voters of Newtown. 1955